# Veszprém
Veszprém er en by i det vestlige Ungarn med 56.029(2024) indbyggere. Byen er hovedstad i en provins, der også hedder Veszprém.
Veszprém er hjemby for en af Europas mest succesfulde håndboldklubber, Fotex Veszprém.